# Lilium paradoxum
Lilium paradoxum (em chinês=藏百合|zang bai he) é uma espécie de planta herbácea perene com flor, pertencente à família Liliaceae. A espécie floresce a uma altitude de 3.200 a 3.900 m acima do nível do mar.
A planta é endêmica da Região Autônoma do Tibete, florescendo em encostas relvadas, entre arbustos e rochas.